# ستيفان لورينز
ستيفان لورينز (بالألمانية: Stefan Lorenz)‏ (19 سبتمبر 1981 ببرلين في ألمانيا - ) هو لاعب كرة قدم ألماني في مركز الدفاع. لعب مع روت فايس إيسن ونادي فولفسبورغ ونادي فوبرتال الرياضي وTuS Essen-West ‏ وSV Schermbeck ‏.

## وصلات خارجية
- ستيفان لورينز على موقع قاعدة بيانات كرة القدم.إي يو (الإنجليزية)
- ستيفان لورينز على موقع بيانات كرة القدم. دي إي (الألمانية)
- ستيفان لورينز على موقع عالم كرة القدم.نت (الإنجليزية)